# 11式单兵综合作战系统
121式步榴槍（定型前曾被誤稱為05式战略步枪；定型前又稱11式单兵综合作战系统；以下简称为QDS-121）是一款由中国北方工业集团公司所研製和生產的多功能整合式武器系統，为中国自主研发的犢牛式空爆榴弹发射器与03式自動步槍（QBZ-03）的整合型态。自2015年起于中国人民解放军陆军服役，亦是中国研制的第五种小口径步枪（如果单兵综合作战系统亦计算在内）。突击步枪（动能武器）模块發射5.8×42毫米（DBP-87式枪弹）小口徑步枪子彈，而榴弹发射器（高爆弹武器）模块则是20毫米榴弹（DQL-12式空炸榴彈）。

## 歷史

### 早期發展
早在2011年以前，中国网上已多度泄露了仿製版XM29 OICW的图片以及其研发时的相关资料，并且谣传称为05式战略步枪（ZH-05）。直到2011年2月，出现的一张关于中国兵器的照片，名为QTS-11式单兵综合作战系统，使得它正式浮上水面。

### 定型前部署
2018年2月22日，环球时报宣布，配属于中國人民解放軍特種部隊在西部战区司令部的反恐特战分队天狼突击队配备该战略步枪。天狼突击队最近于2017年8月2日公开露面。
此外，QTS-11亦被中國人民解放軍海軍陸戰隊在对抗亚丁湾的索馬利亞海盜的战斗中用作实战测试。

## 設計細節
QDS-121结合了其前身03式自動步槍（QBZ-03）和20毫米口径空爆榴弹发射器。这使得中国成为了继美国XM29理想单兵战斗武器与XM25 CDTE以及韓國K11双管空爆武器以后，第三个建立了其空爆步兵武器的国家。与其他國家的空爆武器不同的是，QDS-121为单发榴弹发射器，需要手动装填，每次射击后重新装填一发，而外國空爆武器则是采用弹匣供弹；推测是在接受解放軍的最初试验以后，为了更容易改变弹种而移除了弹匣。手动重新装填的原因是解放军尚未研製出多用途弹药，而是採用不同的弹药以减少榴弹內部的电子元件并且增加弹药的火力。此外，火控系统以及武器只与激光测距仪整合在一起，使得該枪可选其他光学器件并且更为模块化。这些变化亦使得它是所有空爆武器在基础配置狀態之下最轻的，亦是最不具备弹药容量的一款。
该系统的主要武器是20毫米榴弹发射器，搭配5.8毫米步枪作次要用途。榴弹通过装有火控系统的电子瞄准镜进行预先编程，并且以栓動式枪机进行装填。可供使用的五种榴弹类型分为撞击引爆、空爆、穿甲、改良型破片和霰弹型弹药。美国在理想单兵战斗武器的开发过程当中，遇上了小型20毫米榴弹部份的杀伤力方面的问题，导致XM25改为发射较大型的25毫米榴弹。但中国方面声称，該槍的榴弹內部电子元件含量较少，用以填充更多的爆裂物和破片，从而造成足以杀伤敵人的威力。据性能报告，该榴弹的杀伤半径为7.7公尺（8.33码，25英尺），槍口初速为220米／秒（721.78英尺／秒），而有效射程为800公尺（874.89码，2,624.67英尺）。
QDS-121可藉由配裝在头盔以上的附加型目镜装置，使得士兵可在拐角处射击。使用时图像会藉由光纤系统从电子瞄准镜流式传输给单眼式护目镜。需要时亦可关掉火控系统的電源供應，以用于纯粹的光学瞄准，可这时榴弹亦会失去空爆编程的能力。
| 武器    | 空枪质量                         | 上弹质量                 | 步枪弹药       | 榴弹弹药    | 成本（美元）  |
| ------- | -------------------------------- | ------------------------ | -------------- | ----------- | ------------- |
| QDS-121 | 4.27公斤（9.41磅；无光学瞄准镜） | 最大可达7公斤（15.43磅） | 30發，5.8毫米  | 1發，20毫米 | 78,000(RMB?)  |
| XM29    | 6.8公斤（14.99磅）               | 8.16千克（18磅）         | 30發，5.56毫米 | 5發，20毫米 | 12,000        |
| XM25    | 6.35公斤（14磅）                 | 未知                     | 不適用         | 5發，25毫米 | 25,000—35,000 |
| K11     | 6.1公斤（13.45磅）               | 未知                     | 30發，5.56毫米 | 5發，20毫米 | 14,000        |

## 使用國
- 中华人民共和国

## 登場作品

### 電子遊戲
- 2018年—《叛亂：沙漠風暴》

## 資料來源
1. 1 2 3  PLA arms ground force unit with integrated warfare system （页面存档备份，存于） – globaltimes.cn, 22 February 2018
2. 1 2  . Asia Times. Asia Times. 2018-01-22  [2018-09-19]. （原始内容存档于2018-09-19）.
3. 1 2 3 4  . www.china-defense.blogspot.com.   [2018-12-24]. （原始内容存档于2018-12-24）.
4. 1 2 3  . www.strategypage.com.   [2018-12-24]. （原始内容存档于2019-03-27）.
5. 1 2  Chinese missile complex QTS-11 (ZH-05) （页面存档备份，存于）, Weapon News
6. ↑  . 2018-03-15  [2018-12-24]. （原始内容存档于2018-12-25）.
7. ↑  ARG. . www.military-today.com.   [2018-12-24]. （原始内容存档于2018-12-24）.
8. ↑  . china-defense.blogspot.com.   [2018-12-24]. （原始内容存档于2018-12-24）.
9. ↑  . 2015-08-20  [2018-12-24]. （原始内容存档于2017-11-23）.
10. ↑  Tarantola, Andrew. .   [2018-12-24]. （原始内容存档于2017-12-01）.
11. ↑  Russian Website shows New Chinese ZH-05 Assault Rifle / Grenade Launcher （页面存档备份，存于） - Guns.com, 2 February 2011
12. ↑  China’s Take on the Objective Individual Combat Weapon （页面存档备份，存于） - Kitup.Military.com, 28 February 2014
13. ↑  China; Army's new ZH-05 assault rifle （页面存档备份，存于） - Dmilt.com, 3 March 2014
14. ↑  China’s Got a Supergun （页面存档备份，存于） - Medium.com/War-is-Boring, 4 March 2014
15. ↑  China Builds A Lighter OICW （页面存档备份，存于） - Strategypage.com, 10 March 2014

## 外部連接
- （英文）—Modern Firearms—ZH-05 assault rifle / grenade launcher system（页面存档备份，存于）
- （英文）—Military-Today.com—ZH-05 Assault rifle with integrated grenade launcher（页面存档备份，存于）
- （英文）—The Firearm Blog.com—
  - China’s OICW: Type 05 Strategy Rifle (ZH-05 5.8mm + 20mm)（页面存档备份，存于）
  - Chinese Commandos Deploy with QTS-11 Integrated Combat System（页面存档备份，存于）
- （简体中文）—D Boy Gun World（槍炮世界）—QTS-11式单兵综合作战系统（原為1x式单兵系统）（页面存档备份，存于）
- （简体中文）—解放军新一代单兵作战系统—QTS-11（11式单兵综合作战系统）（页面存档备份，存于）
- （简体中文）—中国QTS11单兵综合作战系统小传:战略之处不在步枪（页面存档备份，存于）
- （简体中文）—11式单兵综合作战系统上央视新闻，小步枪，却能发挥大作用（页面存档备份，存于）
- （繁體中文）—明報新聞網—解放軍單兵裝備 夠買一層樓 戰略步槍全套約值百萬 部署陸軍特戰旅（页面存档备份，存于）
- （繁體中文）—習近平舉槍瞄準大有來頭　QTS11「戰略步槍」僅5公斤重（页面存档备份，存于）